# Pseudocella saveljevi
Pseudocella saveljevi är en rundmaskart som först beskrevs av Nikolai Nikolaievich Filipjev 1927.  Pseudocella saveljevi ingår i släktet Pseudocella och familjen Leptosomatidae. Inga underarter finns listade i Catalogue of Life.